# マザリネット

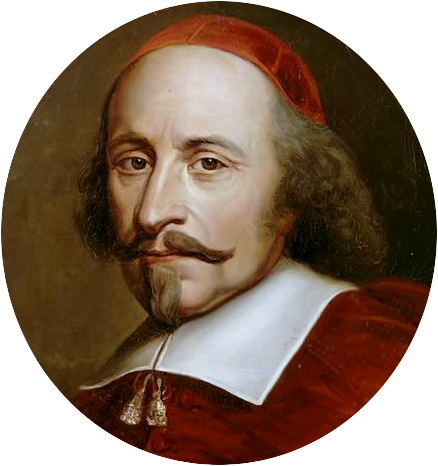
ジュール・マザラン/ジュリオ・マツァリーノ枢機卿

マザリネット（Mazarinettes）は、フランス王ルイ14世の事実上の宰相を務めたイタリア人枢機卿ジュール・マザランの、7人の姪たちの総称である。
マザランは1647年から1653年にかけ、彼女たちを3人の甥と共に故国イタリアからパリ宮廷に呼び寄せた。そして、姪たちをフランスとイタリアの有力な王侯貴族に嫁がせた。身分の不釣り合いな縁組に消極的な縁談相手を何とか納得させるため、マザランは姪たちに莫大な持参金を持たせた。

## 概要
7人の姪たちはパリ宮廷に迎えられた時期もばらばらで、宮廷にやってきた時の年齢は7歳から13歳と、いずれも幼い少女のときだった。マザランが彼女たちを呼び寄せたのには、いくつかの理由があった。まず、マザランは信用出来ないフランスの貴族や宮廷人たちばかりに囲まれて暮らす生活に、精神的に疲弊していた。家族に囲まれて安心して暮らし、秘密を打ち明ける相手が必要だったのである。
2つ目の理由として、自分の甥や姪たちを利用して、フランスの社会・文化における自らの足跡をより強固に遺したいとの考えがあった。聖職者だった彼は嫡出子を持つことは出来ず、従って自らがフランスで築いた地位と威信を受け継ぐ血縁者は甥と姪だけだったのである。
姪たちはパリ宮廷に来ると、ルイ14世の母親アンヌ・ドートリッシュが住まう翼に引き取られて養育された。アンヌ王太后は何人かの娘たちに、パレ・ロワイヤルでルイ14世やその弟のオルレアン公（ムッシュー）と一緒に勉強することを許した。アンヌは寵愛の証として、マザランの姪たちを「プランセス・デュ・サン（Princesse du sang, フランス王族の娘たち）」と同じように扱った。
マザリネットたちが初めて宮廷にお披露目されたとき、ニコラ・ヌフヴィル・ド・ヴィルロワ元帥はオルレアン公ガストンに向かって、次のように述べた。
"Voilà des petites demoiselles qui présentement ne sont point riches, mais qui bientôt auront de beaux châteaux, de bonnes rentes, de belles pierreries, de bonne vaisselle d'argent, et peut-être de grandes dignités […]"
「この令嬢たちは今でこそ金持ちではありませんが、すぐに華美な城の主となり、結構な収入や貴重な宝石、たくさんの銀製の皿、そしておそらく高貴な身分を手に入れることでしょう[…]」
マザリネットたちはその容姿でもパリの人々の間で興奮を呼び起こした。青白い肌とふくよかな体型が理想的な美貌と捉えられていた当時のフランスにおいて、彼女たちのイタリア人に典型的な浅黒い肌と細い体型は、人々の注目を集めた。フロンドの乱（1648年 - 1653年）の際にマザランを中傷するために書かれたマザリナードと呼ばれる風刺文やパンフレット類の中で、マザランの姪たちは「煤けた姫君」だとか「悪臭を放つ蛇ども」などと罵られている。
マザリネットたちは、庇護者たる伯父のマザラン枢機卿の政治的な浮沈にその生活を大きく左右された。フロンドの乱の最中は、2度もパリを離れることを余儀なくされた。しかし乱が終息した後は、マザランは姪たちに高貴な花婿を用意し、贅沢な結婚披露宴を主宰することで、彼女たちに何不自由のない生活を保証した。

## マザリネット
マザランの7人の姪たちは、いずれもマザランの2人の妹が産んだ子供たちである。
- ラウラ・マルゲリータ・マツァリーノ（1608年 - 1685年）が夫ジェロニモ・マルティノッツィ伯爵との間にもうけた娘2人
  - アンナ・マリーア・マルティノッツィ（1637年 - 1672年） - 1654年、コンティ公アルマンと結婚
  - ラウラ・マルティノッツィ（1639年 - 1687年） - 1658年、モデナ公爵およびレッジョ公爵アルフォンソ4世と結婚

- ジェローラマ・マツァリーノ（1614年 - 1656年）が夫ロレンツォ・マンチーニ男爵（1602年 - 1650年）の間にもうけた娘5人
  - ラウラ・マンチーニ（1636年 - 1657年） - 1651年、ヴァンドーム公爵ルイ2世と結婚
  - オリンピア・マンチーニ（1638年 - 1708年） - 1657年、ソワソン伯爵ウジェーヌ・モーリスと結婚
  - マリーア・マンチーニ（1639年 - 1715年） - 1661年、パリアーノ公爵ロレンツォ・オノフリオ（Lorenzo Onofrio I Colonna）と結婚
  - オルテンジア・マンチーニ（1646年 - 1699年） - 1661年、マザラン公爵およびラ・メユライ公爵アルマン＝シャルル（Armand-Charles de La Porte de La Meilleraye）と結婚
  - マリーア・アンナ・マンチーニ（1649 - 1717年） - 1662年、ブイヨン公爵ゴドフロワ・モーリス（Godefroy Maurice de La Tour d'Auvergne）と結婚

肖像画
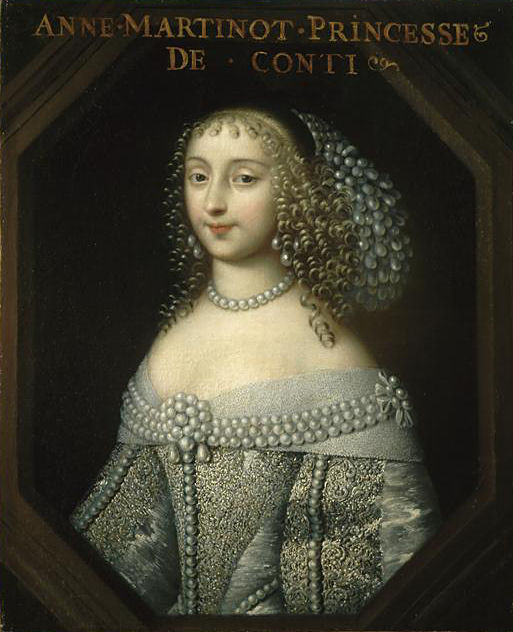
コンティ公妃アンヌ＝マリー
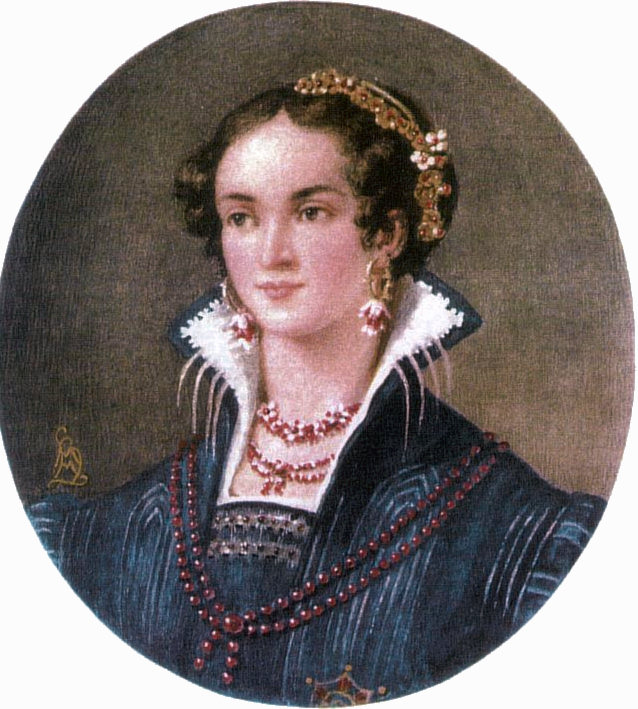
モデナ公爵夫人ラウラ
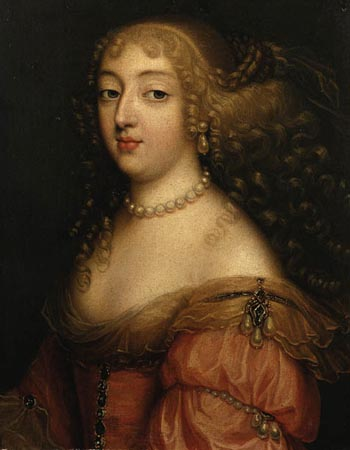
ヴァンドーム公爵夫人ロール
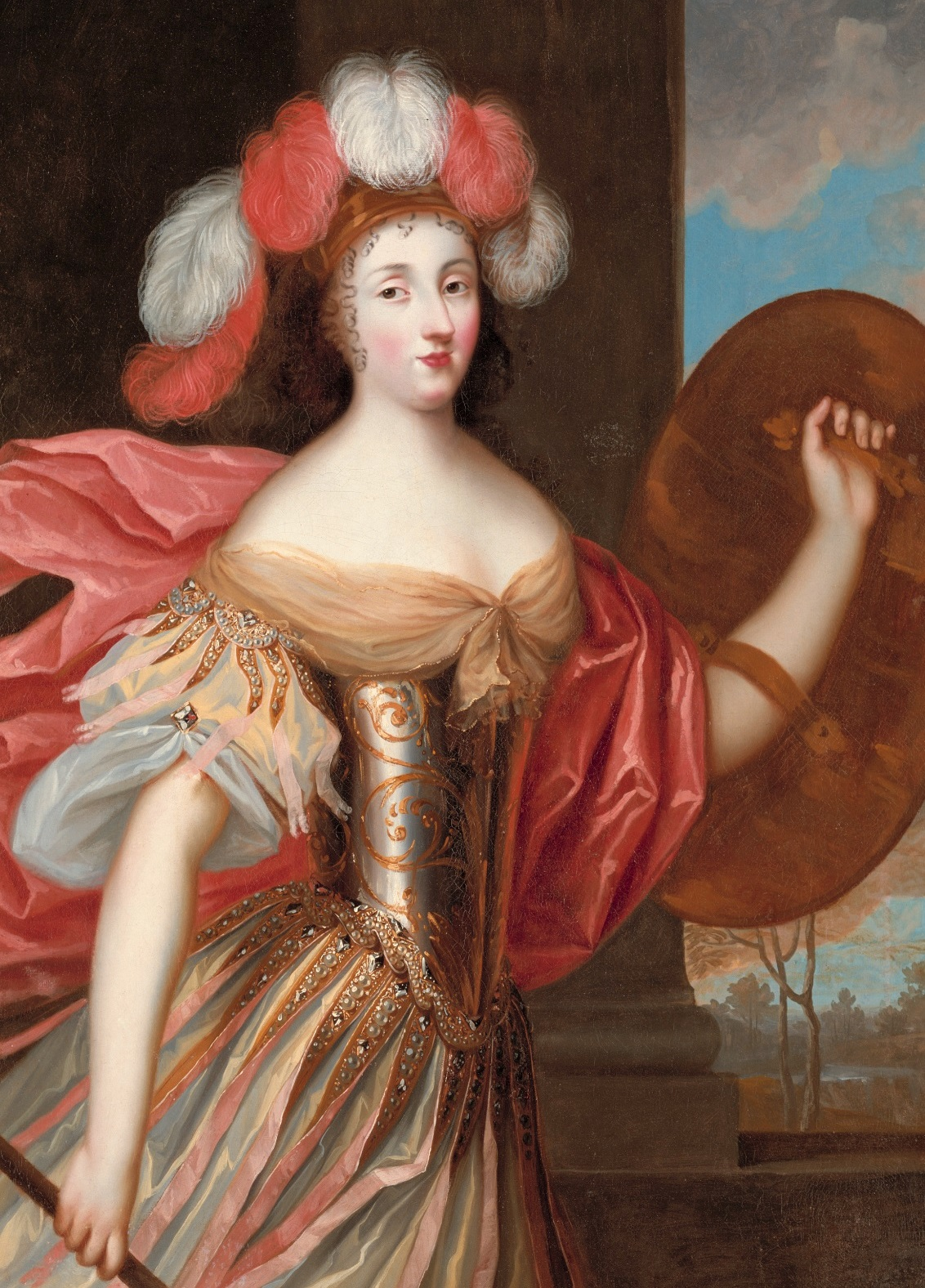
ソワソン伯爵夫人オランプ
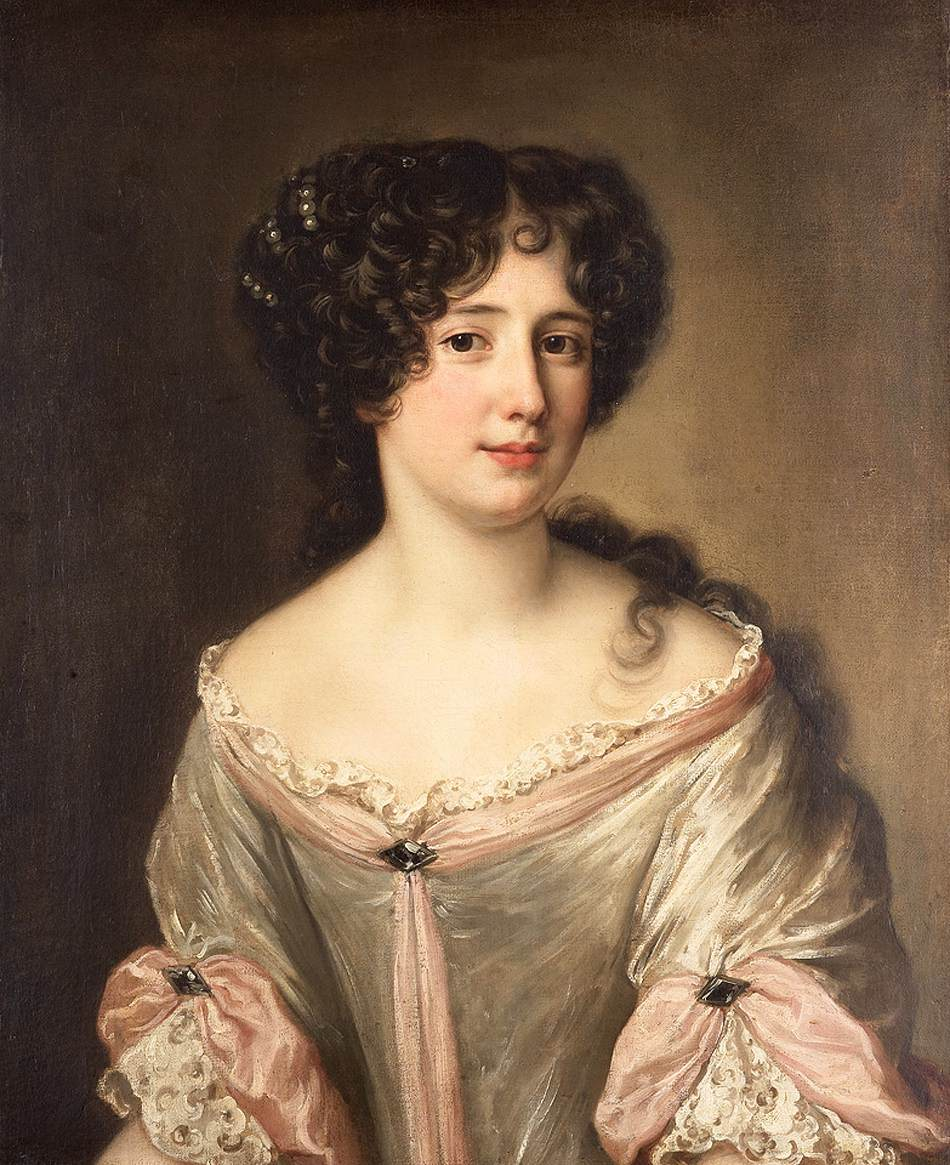
パリアーノ公爵夫人マリーア
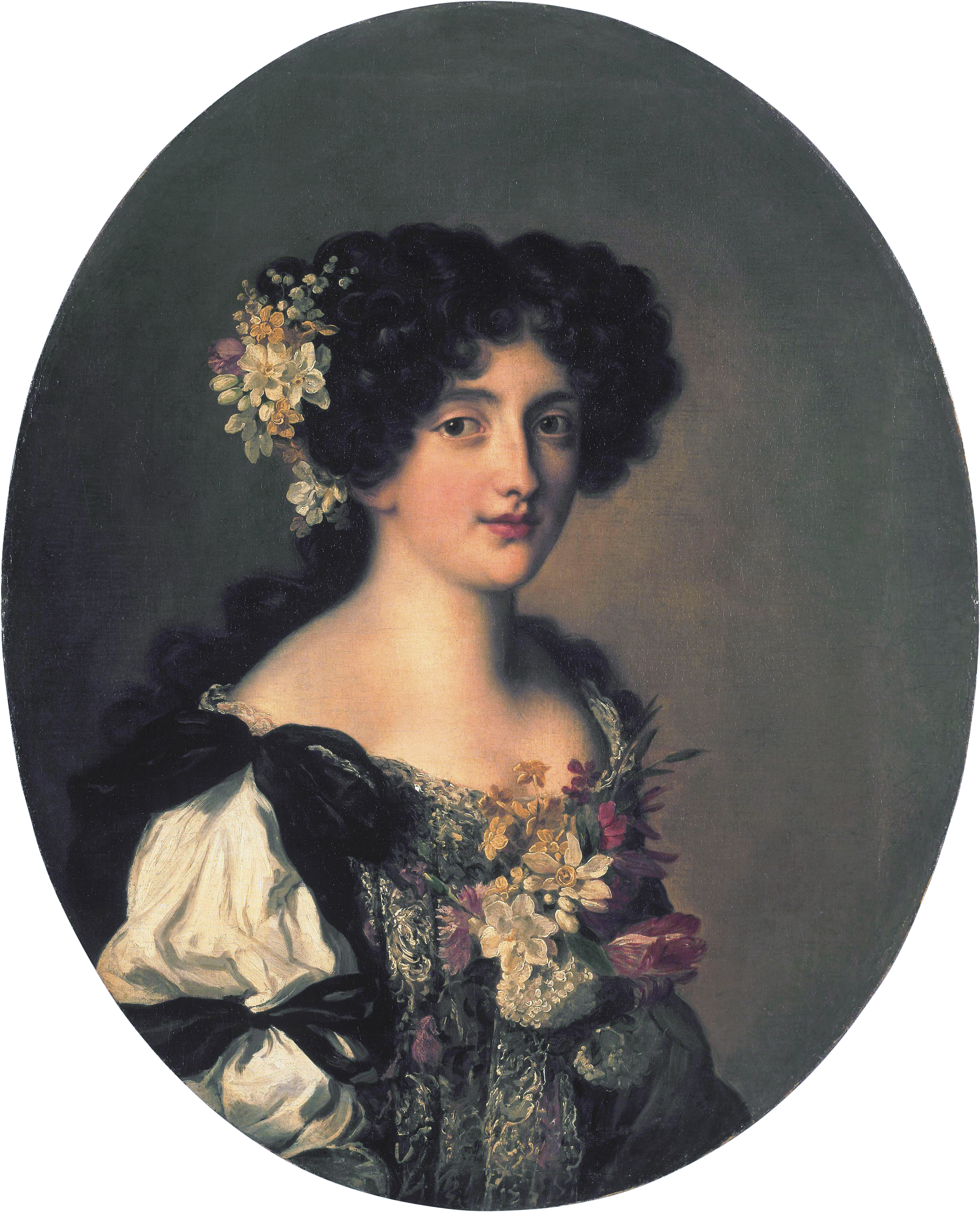
マザラン公爵夫人オルタンス
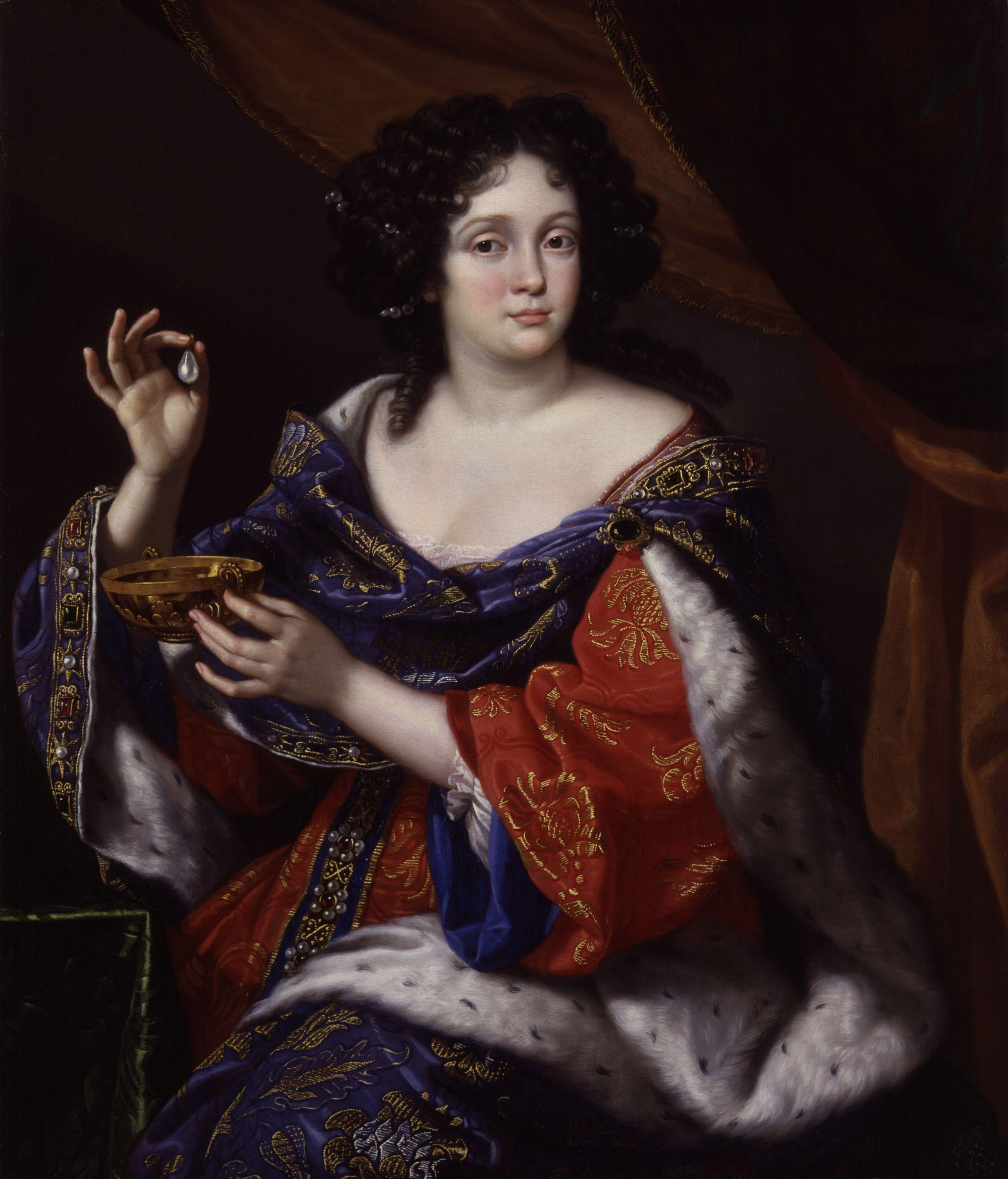
ブイヨン公爵夫人マリー＝アンヌ